# Tapeinostemon breweri
Tapeinostemon breweri là một loài thực vật có hoa trong họ Long đởm. Loài này được Steyerm. & Maguire miêu tả khoa học đầu tiên năm 1984.